# Cima circinada

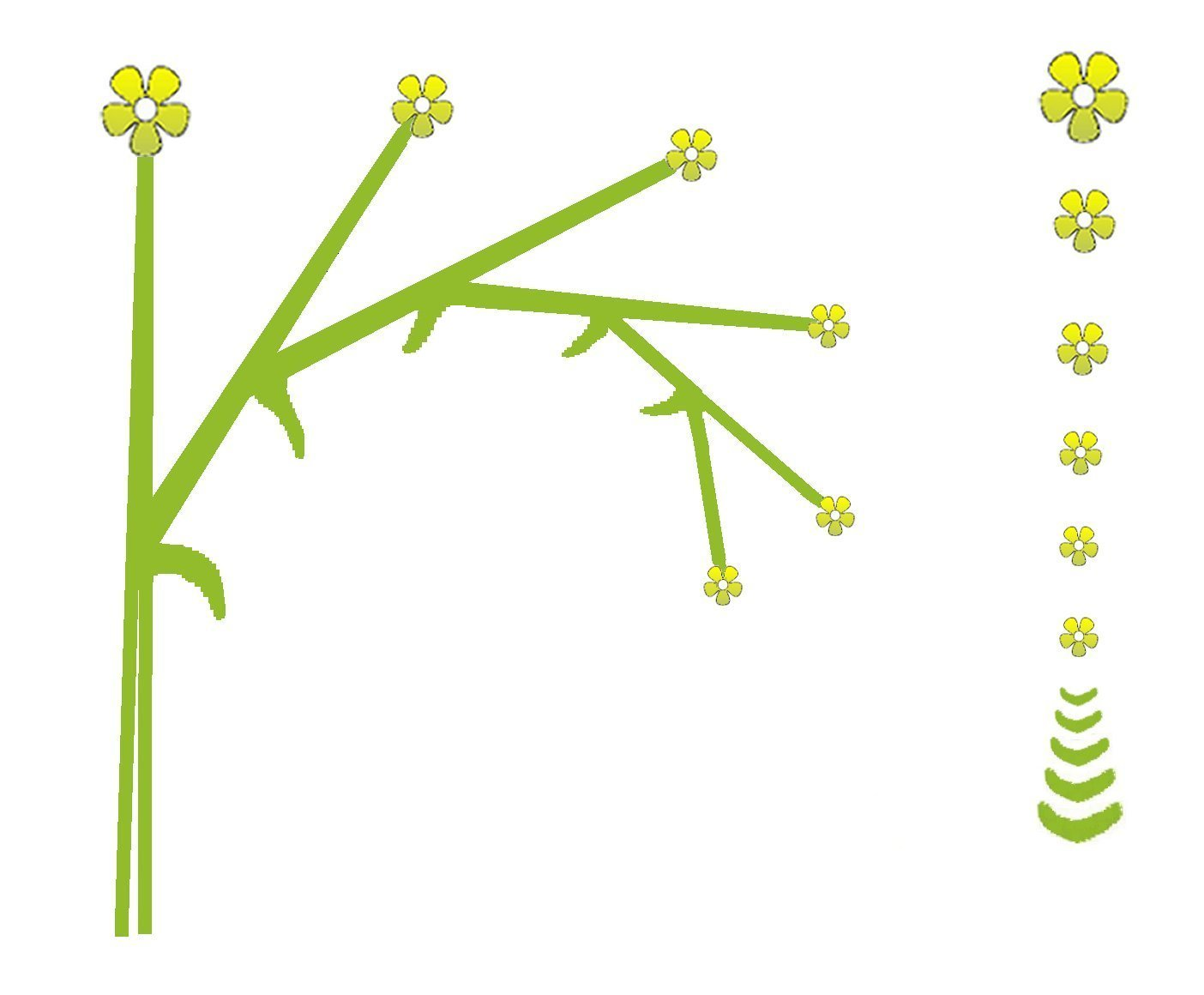
Esquema de una cima circinada o escorpioide.

La cima circinada o escorpioide es un tipo de inflorescencia cimosa o cerrada. En estas inflorescencias el eje principal termina en una flor, por lo que deja de crecer, pero algo más abajo del mismo se desarrollan yemas que también terminarán en sendas flores que dejan de crecer. Por comodidad, cada eje que termina en una flor lo llamaremos rama florífera. 
El número de ramas floríferas que se desarrollan debajo de la primera flor es variable, puede ser una o más. En el caso de ser una sola, la inflorescencia se llama monocasio.
La cima circinada es un monocasio con las ramitas floríferas dispuestas hacia un mismo lado; las flores comienzan a abrirse abajo y continúan hacia la extremidad. La inflorescencia adquiere forma de espiral o de cola de escorpión, por lo que también se la conoce como cima escorpioide. Este tipo de inflorescencia es típica de algunos géneros de Boraginaceae, como Myosotis, Borago y Heliotropium.